# Закон о приземлении иностранных IT-компаний
Закон о «приземлении» иностранных IT-компаний — федеральный закон от 1 июля 2021 г. № 236-ФЗ «О деятельности иностранных лиц в информационно-телекоммуникационной сети „Интернет“ на территории Российской Федерации».
Целью закона является введение обязанности владельцев иностранных IT-ресурсов с крупной российской аудиторией открывать официальные представительства в РФ.
Представительства в России должны будут также создать провайдеры хостинга, операторы рекламных систем и организаторы распространения информации в Интернете, поскольку они тоже накапливают личные данные граждан РФ.
Закон вступил в силу 1 января 2022 года.

## Перечень «приземляемых» сервисов
В перечень иностранных лиц, на которые распространяются положения закона, включены следующие компании:
| Компания                   | Интернет-сервисы                                                         | Дата включения в перечень | Прим.         |
| -------------------------- | ------------------------------------------------------------------------ | ------------------------- | ------------- |
| Google LLC                 | Google (поисковая система), YouTube, Google Chat, Gmail, Google Accounts | 22 ноября 2021 года       | [ 3 ]         |
| Apple                      | iCloud, App Store, Apple Music                                           | 22 ноября 2021 года       | [ 4 ]         |
| Twitter Inc.               | Твиттер                                                                  | 22 ноября 2021 года       | [ 5 ]         |
| TikTok Pte. Ltd.           | TikTok                                                                   | 22 ноября 2021 года       | [ 6 ]         |
| Telegram Messenger, Inc.   | Telegram                                                                 | 22 ноября 2021 года       | [ 7 ]         |
| Zoom Video Communications  | Zoom (программа)                                                         | 22 ноября 2021 года       | [ 8 ]         |
| Likeme Pte. Ltd.           | Likee                                                                    | 22 ноября 2021 года       | [ 9 ]         |
| Viber Media S.à r.l.       | Viber                                                                    | 22 ноября 2021 года       | [ 10 ]        |
| Discord, Inc.              | Discord                                                                  | 22 ноября 2021 года       | [ 11 ]        |
| Pinterest Inc.             | Pinterest                                                                | 22 ноября 2021 года       | [ 12 ]        |
| Spotify AB                 | Spotify                                                                  | 22 ноября 2021 года       | [ 13 ]        |
| Twitch Interactive, Inc.   | Twitch                                                                   | 22 ноября 2021 года       | [ 14 ]        |
| Wikimedia Foundation, Inc. | Википедия, конкретно www.wikipedia.org; wikipedia.org; ru.wikipedia.org  | 18 мая 2022 года          | [ 15 ]        |
| Alibaba Grouplibaba Group  | AliExpress                                                               | 01 августа 2022 года      |               |
| Proxima Beta Pte. Limited  | PUBG Mobile                                                              | 05 Августа 2025 Года      | [ 16 ] [ 17 ] |

## Ответственность за нарушение закона
За нарушение закона IT-компаниям грозит запрет на рекламу, ограничение приёма платежей на территории РФ, запрет на поисковую выдачу, запрет на сбор и передачу за рубеж личных данных, частичная или полная блокировка ресурса.